# Rocio
Rocio is een geslacht van straalvinnige vissen uit de familie van cichliden (Cichlidae).

## Soorten
- Rocio gemmata Contreras-Balderas & Schmitter-Soto, 2007
- Rocio octofasciata (Regan, 1903)
- Rocio ocotal Schmitter-Soto, 2007